# Tödlicher Sturm
Tödlicher Sturm (Originaltitel: The Mortal Storm) ist ein US-amerikanischer Spielfilm aus dem Jahr 1940, der auf der gleichnamigen Erzählung von Phyllis Bottome aus dem Jahr 1938 basiert. 

## Handlung
Der Film spielt 1933 in einer deutschen Universitätsstadt, hierbei handelt es sich um München. Professor Viktor Roth feiert seinen Geburtstag. Die Feier wird von der Nachricht unterbrochen, dass Adolf Hitler die Macht in Deutschland ergriffen hat. Roth ist Jude und weiß, was die Machtergreifung der Nazis für seine Familie bedeuten kann. Seine Stiefsöhne Erich und Otto von Rohn sind jedoch von der politischen Veränderung begeistert. Auch Fritz Marberg, der Liebhaber von Roths Tochter Freya, schließt sich deren Enthusiasmus an. Lediglich Martin Breitner, der in Freya verliebt ist, teilt die Meinung von Viktor Roth.
Die Stadt verändert sich schnell. Die Nazis üben Gewalt und Druck auf ihre Gegner aus. Erich und Otto von Rohn verlassen das Haus von Professor Roth. Freya löst die Verbindung zu Fritz Marberg und findet in Martin Breitner den Partner fürs Leben. Das junge Paar wird jedoch schnell wieder getrennt, als Martin aus Deutschland fliehen muss, da er einem Freund geholfen hat, Deutschland zu verlassen. Professor Roth verliert seinen Lehrauftrag und kommt in ein Konzentrationslager. Er stirbt dort.
Freya und ihre Mutter fliehen nach Österreich, wo Martin Breitner sie erwartet. Als Freya jedoch an der Grenze festgehalten wird und nicht ausreisen darf, kommt Martin zurück nach Deutschland und will sie über einen Bergpass über die Grenze nach Österreich schmuggeln. Auf dem gefährlichen Weg werden sie kurz vor der Grenze von einer Gruppe Nazis aufgespürt. Die Gruppe wird von Fritz Marberg angeführt. Beiden gelingt es dennoch, über die Grenze zu entkommen, wobei Freya bei einem Schusswechsel verletzt wird und wenig später stirbt.

## Hintergrund
Der Film Tödlicher Sturm war einer der ersten antifaschistischen Filme aus Hollywood. In Deutschland verbot daraufhin Joseph Goebbels die Aufführung von Filmen von MGM grundsätzlich. Der Film wurde von Februar bis April 1940 gedreht. Die Uraufführung fand am 14. Juni 1940 statt. In Deutschland wurde der Film erstmals 1957 gezeigt.

## Kritiken
„Obschon dem Film manche Verzeichnung unterläuft, läßt sich seine verhaltene Darstellung von dem Bemühen leiten, nicht alle Deutschen über einen Kamm zu scheren“, urteilte das Lexikon des Internationalen Films.